# Pedicularis flagellaris
Pedicularis flagellaris är en snyltrotsväxtart som beskrevs av George Bentham. Pedicularis flagellaris ingår i släktet spiror, och familjen snyltrotsväxter. Inga underarter finns listade i Catalogue of Life.